# Acalypha coleispica
Acalypha coleispica é uma espécie de flor do gênero Acalypha, pertencente à família Euphorbiaceae.